# Limenitis rufescens
Limenitis rufescens är en fjärilsart som beskrevs av Cockerell 1889. Limenitis rufescens ingår i släktet Limenitis och familjen praktfjärilar. Inga underarter finns listade i Catalogue of Life.